# Henrik Schulte
Henrik Schulte (även skrivet Schute), död 1565 (begravd 19 september) i Stockholm, var en tysk-svensk bokbindare och köpman.
Henrik Schulte som kallades "Henrik Bokbindare" och var verksam i Stockholm omkring 1540, var som många andra i samtiden inte bara verksam som bokbindare utan även som förläggare och diversehandlare. Bevarade räkningar visar att han förmedlade mängder av böcker till "Kongl. Maj:ts behoff", samt verktyg för kopparstickning åt hertig Erik. Hans förlagsalster var främst psalmböcker och uppbyggelselitteratur. Som betalning för importerade bokverk exporterade Schulte bland annat järn.